# Searchlight
Searchlight ist eine Ortschaft mit dem administrativen Status Census-designated place im Clark County im US-Bundesstaat Nevada. Das U.S. Census Bureau hat bei der Volkszählung 2020 eine Einwohnerzahl von 445 auf einer Fläche von 33,9 km² ermittelt. Die Bevölkerungsdichte liegt bei 13 Einwohnern je km². Die Geographischen Koordinaten sind 35°28′6″ Nord, 114°55′1″ West. Die Ortschaft wurde 1898 gegründet und bekam ihren Namen von einer nahegelegenen Goldmine. Zu ihren bekannten Einwohnern gehörten die Designerin Edith Head, John A. Macready, einer von den beiden Piloten des ersten Non-Stop-Flugs über die USA und Scott Joplin, der über die Stadt den Song Searchlight Rag komponierte. Die Ortschaft mit größeren Flächen beim Ort ist seit 2023 vom Avi Kwa Ame National Monument umgeben.

## Söhne und Töchter der Stadt
- Harry Reid (1939–2021) – Politiker und Senator[3]